# 전문학사
전문학사(專門學士, associate degree)는 전문대학 졸업자에게 주는 학위이다. 전문학사를 취득하면 학사 과정 3학년으로 편입학이 가능하다.

## 같이 보기
- 학사
- 석사
- 박사
- 전문사
- 전문 석사
- 라우레아
- 전문박사